# Пер Клюге
Пер Клюге (нім. Peer Kluge, нар. 22 листопада 1980, Франкенберг) — німецький футболіст, що грав на позиції півзахисника, зокрема за «Боруссію» (Менхенгладбах).

## Ігрова кар'єра
Народився 22 листопада 1980 року в місті Франкенберг. Вихованець футбольної школи клубу «Хемніцер». Дорослу футбольну кар'єру розпочав 1999 року в основній команді того ж клубу, в якій провів два сезони, взявши участь у 42 матчах чемпіонату. 
2001 року перейшов до «Боруссії» (Менхенгладбах), виступам за яку присвятив наступні шість років своєї кар'єри. Більшість часу, проведеного у складі команди, що балансувала між найвищим і другим дивізіонамі німецького чемпіонату, був її основним гравцем.
Згодом три сезони відіграв за «Нюрнберг», після чого 2010 року став гравцем «Шальке 04». У складі цієї команди 2011 року став володарем спочатку Кубка Німеччини, а згодом Суперкубка країни. 
2012 року перейшов до берлінської «Герти», де спочатку регулярно отримував ігровий час, але протягом другого сезону у команді на поле вже майже не виходив. Завершував ігрову кар'єру в «Армінії» (Білефельд) у 2014—2016 роках.

## Титули і досягнення
- Володар Кубка Німеччини (1):

«Шальке 04»: 2010-2011
- Володар Суперкубка Німеччини (1):

«Шальке 04»: 2011